# Jack Benny
Jack Benny (tên khai sinh Benjamin Kubelsky; 14 tháng 2 năm 1894 - 26 tháng 12 năm 1974) là một diễn viên hài, diễn viên trên đài phát thanh, truyền hình và phim ảnh, và nghệ sĩ violin người Mỹ. Được công nhận là một nghệ sĩ hàng đầu của Mỹ trong thế kỷ 20, Benny đóng nhân vật của mình như là một người keo kiệt và chơi violin rất dở. Nhân vật của ông luôn nói mình 39 tuổi, bất kể tuổi tác thực sự của ông khi đó.
Benny đã được biết đến với kỹ năng hài đúng thời điểm và khả năng tạo ra tiếng cười với một khoảng lặng cố ý hoặc một câu nói duy nhất, chẳng hạn như câu nói biểu tượng của ông khi bực tức "Well!" Các chương trình phát thanh và truyền hình của ông phổ biến từ những năm 1930 đến những năm 1970 có ảnh hưởng lớn đến các chương trình hài kịch tình huống sau này.

## Phát thanh
| Năm  | Chương trình         | Episode/nguồn        |
| ---- | -------------------- | -------------------- |
| 1942 | Screen Guild Players | Parent by Proxy      |
| 1943 | Screen Guild Players | Love Is News         |
| 1946 | Lux Radio Theatre    | Killer Kates         |
| 1951 | Suspense             | Murder in G-Flat     |
| 1954 | Suspense             | The Face Is Familiar |